# Andrzej Lenartowski
Andrzej Lenartowski (ur. 21 maja 1949 w Kielcach) – prozaik, poeta, dramaturg, autor sztuk dla młodzieży, scenarzysta filmowy i felietonista "Słowa Ludu".

## Życiorys
Absolwent Liceum Ogólnokształcącego im. Jana Śniadeckiego w Kielcach. Ukończył filologię polską na Uniwersytecie Warszawskim oraz Studium Scenariuszowe w Państwowej Wyższej Szkole Filmowej, Telewizyjnej i Teatralnej w Łodzi. Jako student brał udział w wydarzeniach Marca '68 w Warszawie. 
Debiutował w czasopiśmie "Radar" wierszem Noc gruźlika w Prabutach. Publikował w prestiżowych pismach literackich: "Twórczość" i "Dialog". Laureat wielu nagród m.in. Nagrody Literackiej im. Andrzeja Bursy za tomik Zaproszenie do piekła. Powieść Listy z grobów dziecinnych, powszechnie uważana za najważniejszą w dorobku Lenartowskiego, otrzymała tytuł książki miesiąca tygodnika "Kultura". W 1996 roku nominowany do Paszportów "Polityki" w kategorii Literatura. 
W latach 1986–1999 felietonista "Słowa Ludu”. Na łamach dziennika w 1992 roku ukazywała się powieść kryminalna w odcinakach (Nie uciekniesz z tego snu) podpisywana pseudonimem X. Wotranel. 
Niegdyś aktywny uczestnik i twórca życia kulturalnego Kielc, pracownik Domu Środowisk Twórczych, pomysłodawca informatora kulturalnego "Plotkarka", a w latach 1992-1996 prezes kieleckiego oddziału Związku Literatów Polskich. 
W 1991 roku napisał sztukę Spotkamy się w Jerozolimie, inspirowaną wydarzeniami pogromu kieleckiego. Pięć lat później Piotr Szczerski wystawił utwór na deskach Teatru im. Stefana Żeromskiego w Kielcach. Pisał również sztuki dla młodzieży, na podstawie których powstały spektakle telewizyjne emitowane w TVP (m.in. Bidul, Wielki Mag). 
Nie utrzymywał się wyłącznie z pisarstwa. Pracował w wielu zawodach: był górnikiem skalnym, nauczycielem, pracownikiem domu dziecka, urzędnikiem, dziennikarzem, żołnierzem, a także mistrzem ceremonii pogrzebowej. 
W 2004 roku wycofał się z życia artystycznego, zrzekł się również członkostwa w ZLP. Mieszka w Kielcach. 

## Proza
- Wolny Strzelec (Iskry 1982)
- Listy z grobów dziecinnych (Młodzieżowa Agencja Wydawnicza 1989)
- Maszyna do czesania motyli (Miniatura 1994)
- Święta Teresa z Lisieux (Ston 2 1997)
- Kronika westchnień żółwia (Ston 2 1999)
- Królowa Śniegu (Ston 2 2003)

## Poezja
- Umarła podróż (Krajowa Agencja Wydawnicza 1981)
- Rozkład (Wydawnictwo Łódzkie 1983)
- Zaproszenie do piekła (Wydawnictwo Łódzkie 1988)

## Dramat (w nawiasach podano rok wystawienia)
- Bidul (1987)
- Wielki Piątek, czyli Kobieta Demon (1990, 1994)
- Spotkamy się w Jerozolimie (1992, 1996)
- Wielki Mag (1999)
- Wojna kreskówek (1999)
- Toi toi (2004)